# Иланц-Глион
Иланц-Глион (нем. Ilanz, романш. Glion) — коммуна в Швейцарии, в кантоне Граубюнден.

## Административное подчинение
Комунна расположена в регионе Сурсельва кантона Граубюнден.

## История
Коммуна была образована в 2014 году путём объединения коммун Кастриш, Дувин, Иланц, Ладир, Лувен, Пиньиу, Питаш, Риайн, Руэун, Рушайн, Шнаус, Севгайн и Сиат.

## Население
По состоянию на 2023 год, в коммуне проживало 5030 человек, 4059 из которых были швейцарцами, а 971 иностранцами.